# Priložnostni kovanci za 2 €
Vsaka država evroobmočja lahko vsako leto izda priložnostni kovanec za 2 € z lastno narodno vsebino, ki velja kot uradno plačilno sredstvo v vseh državah evroobmočja. Vsaka država lahko izdaja tudi priložnostne oziroma zbirateljske kovance poljubnih vrednosti, vendar le-ti veljajo kot uradno plačilno sredstvo le v državi izdajateljici, v ostalih pa ne. 2 € kovanci običajno obeležujejo pomembne obletnice, zgodovinske dogodke ali pa le opozarjajo na trenutne dogodke, ki so posebnega pomena.
Leta 2007 je bil izdan skupen 2 € kovanec z motivom 50. obletnice podpisa Rimske pogodbe (RP). Vsaka članica evroobmočja je izdala kovanec z istim motivom, vendar napisi v svojem jeziku. Ti kovanci prav tako veljajo v vseh članicah evroobmočja, na primer slovenski 2 € RP kovanec velja v Avstriji in obratno. Leta 2009 je izšla skupna izdaja v počastitev 10. obletnice Ekonomske in monetarne unije (EMU). 
Leta 2012 pa je izšla izdaja ob 10-letnici evra. Izdale so ga vse članice Evropske unije, ki imajo evro kot plačilno sredstvo.
Vsi nemški priložnostni kovanci so skovani v petih kovnicah, ki so na kovancu označene z ustrezno črko: A (Berlin), D (München), F (Stuttgart), G (Karlsruhe), J (Hamburg), kar pomeni (z numizmatičnega stališča) pet različnih kovancev.

## Izdaje
| država                                                                    | izdaje                         | 2004 | 2005 | 2006 | 2007 | 2007 | 2008 | 2009 | 2009 | 2010 | 2011 | 2012  | 2012 |
| država                                                                    | izdaje                         | 2004 | 2005 | 2006 | reg. | RP   | 2008 | reg. | evro | 2010 | 2011 | reg.  | TYE  |
| ------------------------------------------------------------------------- | ------------------------------ | ---- | ---- | ---- | ---- | ---- | ---- | ---- | ---- | ---- | ---- | ----- | ---- |
| Avstrija                                                                  | 4                              |      | Y    |      |      | Y    |      |      | Y    |      |      |       | Y    |
| Belgija                                                                   | 9                              |      | Y    | Y    |      | Y    | Y    | Y    | Y    | Y    | Y    | S     | Y    |
| Ciper                                                                     | 2                              |      |      |      |      |      |      |      | Y    |      |      |       | Y    |
| Estonija                                                                  | 1                              |      |      |      |      |      |      |      |      |      |      |       | Y    |
| Finska                                                                    | 11                             | Y    | Y    | Y    | Y    | Y    | Y    | Y    | Y    | Y    | Y    |       | Y    |
| Francija                                                                  | 7                              |      |      |      |      | Y    | Y    |      | Y    | Y    | Y    | Y     | Y    |
| Nemčija                                                                   | 10                             |      |      | Y    | Y    | Y    | Y    | Y    | Y    | Y    | Y    | Y     | Y    |
| Grčija                                                                    | 6                              | Y    |      |      |      | Y    |      |      | Y    | Y    | Y    |       | Y    |
| Irska                                                                     | 3                              |      |      |      |      | Y    |      |      | Y    |      |      |       | Y    |
| Italija                                                                   | 10                             | Y    | Y    | Y    |      | Y    | Y    | Y    | Y    | Y    | Y    | S     | Y    |
| Luksemburg                                                                | 12                             | Y    | Y    | Y    | Y    | Y    | Y    | Y    | Y    | Y    | Y    | Y     | Y    |
| Malta                                                                     | 3                              |      |      |      |      |      |      |      | Y    |      | Y    | S     | Y    |
| Monako                                                                    | 2                              |      |      |      | Y    |      |      |      |      |      | Y    |       |      |
| Nizozemska                                                                | 4                              |      |      |      |      | Y    |      |      | Y    |      | Y    |       | Y    |
| Portugalska                                                               | 8                              |      |      |      | Y    | Y    | Y    | Y    | Y    | Y    | Y    | S     | Y    |
| San Marino                                                                | 9                              | Y    | Y    | Y    | Y    |      | Y    | Y    |      | Y    | Y    | Y     |      |
| Slovaška                                                                  | 4                              |      |      |      |      |      |      | Y    | Y    |      | Y    |       | Y    |
| Slovenija                                                                 | 6                              |      |      |      |      | Y    | Y    |      | Y    | Y    | Y    |       | Y    |
| Španija                                                                   | 7                              |      | Y    |      |      | Y    |      |      | Y    | Y    | Y    | Y     | Y    |
| Vatikan                                                                   | 8                              | Y    | Y    | Y    | Y    |      | Y    | Y    |      | Y    | Y    | S     |      |
| Total                                                                     | 126                            | 6    | 8    | 7    | 7    | 13   | 10   | 9    | 16   | 12   | 16   | 5(+5) | 17   |
| \| Y – da \| še ni bila članica evroobmočja \| \| ne \| S – načrtovano \| |                                |      |      |      |      |      |      |      |      |      |      |       |      |
| Y – da                                                                    | še ni bila članica evroobmočja |      |      |      |      |      |      |      |      |      |      |       |      |
| ne                                                                        | S – načrtovano                 |      |      |      |      |      |      |      |      |      |      |       |      |

#### 2004
- Finska
Izid: junij 2004
Naklada: 1.000.000
- Grčija
Izid: marec 2004
Naklada: 35.000.000
- Italija
Izid: december 2004
Naklada: 16.000.000
- Luksemburg
Izid: junij 2004
Naklada: 2.490.000
- San Marino
Izid: december 2004
Naklada: 110.000
- Vatikan
Izid: december 2004
Naklada: 100.000

#### 2005
- Avstrija
Izid: maj 2005
Naklada: 7.000.000
- Belgija
Izid: marec 2005
Naklada: 6.000.000
- Finska
Izid: oktober 2005
Naklada: 2.000.000
- Italija
Izid: oktober 2005
Naklada: 18.000.000
- Luksemburg
Izid: januar 2005
Naklada: 2.800.000
- San Marino
Izid: oktober 2005
Naklada: 130.000
- Španija
Izid: april 2005
Naklada: 8.000.000
- Vatikan
Izid: december 2005
Naklada: 100.000

#### 2006
- Belgija
Izid: april 2006
Naklada: 2.500.000
- Finska
Izid: oktober 2006
Naklada: 2.500.000
- Italija
Izid: januar 2006
Naklada: 40.000.000
- Luksemburg
Izid: januar 2006
Naklada: 1.100.000
- Nemčija
Izid: februar 2006
Naklada: 30.000.000
- San Marino
Izid: oktober 2006
Naklada: 120.000
- Vatikan
Izid: november 2006
Naklada: 100.000

#### 2007 - Skupna izdaja ob 50. obletnici podpisa RP
- Slovenija
Izid: marec 2007
Naklada: 400.000

#### 2012 - Skupna izdaja ob 10-letnici evra
- Avstrija
Izid: januar 2012
Naklada: 11.300.000